# Barski trikonhos
Barski trikonhos je naziv za ostatke ranokršćanske crkve iz 6. stoljeća. Trikonhos je grčka riječ koja označava crkvenu građevinu s osnovom u obliku trolista, koju čine tri polukružne apside s polukalotama. Nalazi se u urbanom gradskom jezgru grada Bara (naselje Topolica) i ujedno je najstariji, do sada poznati, kršćanski objekt u Crnoj Gori.

## Povijest
Crkva je sagrađena krajem 5. stoljeća, na ostatcima neke starije antičke građevine. To je vrijeme vladavine bizantskog cara Justinijana. Građevina je bila spomen kapela nekog velikodostojnika s grobnicom u apsidi, kojoj je kasnije dodan vanjski narteks. Zvonik i atrij su trajali sve do 9. stoljeća, kada je crkva najvjerojatnije uništena. Očuvani zidovi te crkvene građevine dugački su oko 1 metar. Nekoliko puta su vršena arheološka istraživanja i pronađeni su fragmenti dekorativne kamene plastike i velike ranokršćanske nekropole. Pretpostavlja se da je ovdje u drugoj polovici 12. stoljeća nastao i Ljetopis popa Dukljanina, najznačajnije književno-povijesno djelo srednjeg vijeka na ovim prostorima. Drugo moguće mjesto nastanka Ljetopisa je Samostan sv. Marije ratačke. Trikonhos je u blizini katoličke konkatedrale sv. Petra, ali za razliku od nje, oltarom je okrenut ka istoku, što je ranokršćanski običaj koji je u pravoslavnoj crkvi do danas očuvan. Srpska pravoslavna crkva u okviru manifestacije Dani svetog Jovana Vladimira u Baru ima običaj služiti liturgiju na ovom mjestu.
U blizini Bara ima još ostataka ranokršćanskih crkava. Poznata je ranokršćanska crkva Svih Svetih na Velikom Pijesku iz 6. stoljeća, kao i ostatci ranokršćanske crkve u Zaljevu (5. – 6. stoljeće). 25. rujna 2019. Tahir Alibašić je odlikovan od Nadvladike (Arhiepiskopa - Nadbiskupa) cetinjskog i Mitropolita crnogorsko-primorskog Amfilohija Radovića jer je životom branio zatrpavanje ostataka ranokršćanske crkve u Zaljevu.

## Galerija
- Trikonhos
- Pogled na crkvu iz pravca oltara, pogled s istoka na zapad
- Ostatci oltarske apside
- Ostatci ranokršćanske građevine
- Grobnica neke, nekada ugledne osobe, 7.-9. stoljeće, uz južni zid crkve. Gradnja je identična rimskoj grobnici iz Viminacija
- Rimski grobovi iz Viminacija kod Kostolca, Srbija. Stil gradnje središnjeg groba, polukružnog oblika isti je kao i kod barskog trikonhosa.
- Ostatci barskog trikonhosa